# Калотинці
Кало́тинці (болг. Калотинци) — село в Перницькій області Болгарії. Входить до складу общини Земен.

## Населення
За даними перепису населення 2011 року у селі проживали 68 осіб.
Національний склад населення села:
| Національність   | Кількість осіб | Відсоток |
| ---------------- | -------------- | -------- |
| болгари          | 45             | 66,2%    |
| цигани           | 23             | 33,8%    |
| турки            | 0              | 0%       |
| інша             | 0              | 0%       |
| не визначились   | 0              | 0%       |
| Всього відповіли | 68             |          |

Розподіл населення за віком у 2011 році:
Динаміка населення: